# Jēkabpils distrikt
Jēkabpils distrikt (lettisk: Jēkabpils rajons) er beliggende i regionen Letgallen i det syd-østlige Letland. Udover den centrale administration består Jēkabpils distrikt af 24 selvstyrende enheder: 3 byer (lettisk: pilsētas, plur.; pilsēta, sing.) samt 21 landkommuner (lettisk: pagasti, plur.; pagasts, sing.). 

## Selvstyrende enheder underlagt Jēkabpils distrikt
- Aknīste by
- Asare landkommune
- Atašiene landkommune
- Ābeļi landkommune
- Dignāja landkommune
- Dunava landkommune
- Elkšņi landkommune
- Gārsene landkommune
- Jēkabpils by
- Jēkabpils landkommune
- Kalna landkommune
- Krustpils landkommune
- Kūku landkommune
- Leimaņi landkommune
- Mežāre landkommune
- Rite landkommune
- Rubene landkommune
- Sala landkommune
- Sauka landkommune
- Sēlpils landkommune
- Varieši landkommune
- Viesīte by
- Vīpe landkommune
- Zasa landkommune